# タイガー 裏切りのスパイ
『タイガー 裏切りのスパイ』（タイガー うらぎりのスパイ、Tiger 3）は、2023年のインドのヒンディー語アクションスリラー映画。ヤシュ・ラージ・フィルムズが製作する「YRFスパイ・ユニバース」の第5作目であり、マニーシュ・シャルマーが監督を務め、アーディティヤ・チョープラーが製作を手掛けた。サルマーン・カーン、カトリーナ・カイフ、イムラーン・ハーシュミーが出演し、軍事クーデターによるパキスタン政府の打倒を画策するパキスタン軍とISIの強硬派を阻止するため奮闘するタイガーとゾヤの活躍を描いている。撮影は2021年3月からデリー、ムンバイ、イスタンブール、サンクトペテルブルク、ウィーンで行われ、歴代ヤシュ・ラージ・フィルムズ作品の中で最高額となる30億ルピーの製作費が投じられ、インド映画史上最も高額な製作費が投じられた作品の一つになった。
2023年11月12日に公開され、批評家からはアクションシーン・音楽・技術面・キャストの演技（サルマーン・カーン、カトリーナ・カイフ、イムラーン・ハーシュミー）については高く評価されているが、脚本や物語のペースについては酷評されている。また、興行収入は46億6630万ルピーを記録し、2023年公開のヒンディー語映画年間興行成績第6位、2023年公開のインド映画年間興行成績第9位にそれぞれランクインしている。

## ストーリー
1999年。パキスタンでムシャラフ将軍による軍事クーデターが発生し、民主政権が崩壊した。クーデターを知ったISI諜報員のナザルは民主政権への忠誠を誓うが、直後に娘ゾヤの目の前で爆殺されてしまう。ナザルの葬儀を終えた後、彼の部下だったアーティシュ・ラフマーンがゾヤの元を訪れ、彼女をISIに勧誘する。
物語は現在に移り、病没したシェノイの後任のRAW局長に就任したマイティリ・メナンの元に、アフガニスタンで潜入任務中の諜報員ゴーピーがターリバーンに拘束されたという情報が入り、彼女はタイガーに救出作戦を指示する。タイガーはゴーピーの救出に成功して帰路に着くが、ゴーピーは拷問で受けた怪我が原因で死んでしまう。ゴーピーが死ぬ間際、タイガーは彼から「ゾヤがパキスタンの陰謀に加担している」と告げられ、ゾヤを疑い始める。救出作戦終了後、タイガーは新たな任務を与えられサンクトペテルブルクに向かい、武器商人ジブランの護衛任務に就くが、そこでゾヤがジブランを殺そうとする現場に出くわす。タイガーはゾヤを追跡するが、途中でアーティシュに捕まり、彼の仲間であるホフマンが息子ジュニアに毒を注射して人質にしていることを告げられる。物語は12年前にさかのぼり、ウィーンでのインド・パキスタンの国防会談の場面に移る。ISI副長官として会談に同行していたアーティシュはインドとの和平に反対し、インド陸軍参謀総長のリビエロ将軍を暗殺して和平を妨害しようと画策していた。暗殺に反対するゾヤは拘束されるが、拘束される直前にインド側にメッセージを送り、メッセージを受け取ったタイガーは暗殺の実行者シャヒーンを射殺して暗殺計画を阻止することに成功する。暗殺に失敗したアーティシュは投降してISIを追放され、軍事刑務所に収監される。
12年前の因縁を語り終えたアーティシュは、シャヒーンが自分の妻であり、事件当時妊娠中だったことを告げ、妻子の奪ったタイガーとゾヤに対し、ジュニアの命と引き換えに自分に協力するよう要求する。要求を受け入れた2人はイスタンブールに向かい、RAWのラケシュ、カラン、ニキルと合流し、パキスタン軍との軍事会合のため同地を訪れていた中国人民解放軍のジーモウ将軍から核ミサイルの発射コードが入ったブリーフケースを盗み出す。アーティシュはブリーフケースと引き換えにジュニアを解放するが、タイガーはトルコ警察に逮捕されてパキスタン軍に引き渡され、北パキスタンの軍事刑務所に収監される。彼は死刑を宣告されるが、RAW諜報員のパターンの協力で脱出に成功してイスラマバードに向かい、そこでテロ組織ISCから助け出して養子にしていたハサン・アリーと再会する。その後、タイガーはゾヤ、RAW（ラケシュ、カラン、ニキル）、ISI（アブラール少佐、ジャーヴェード大尉）と合流し、アーティシュがパキスタン陸軍参謀総長のイムティアズ・ハク将軍と共謀して軍事クーデターを起こし、インドとの和平を推進するナスリーン・イラニ首相から政権を奪おうとしていることを伝える。タイガーたちは両国の和平を実現させるため、協力して軍事クーデターを阻止することを約束する。
タイガーたちは首相官邸に潜入してイラニ首相に軍事クーデターの情報を伝え、イラニ首相は地下壕に避難する。同じころ、ハク将軍が部隊を引き連れて首相官邸に乗り込んでくるがタイガーたちに拘束され、報道陣の前でクーデター計画を自白するように強要される。脅されたハク将軍は報道陣の前に姿を現すがアーティシュに射殺され、さらに裏切ったジャーヴェード大尉によってカランとアブラール少佐も殺されてしまう。ジャーヴェード大尉はシャヒーンの兄であり、初めからアーティシュの仲間としてタイガーたちの情報を彼に流していた。アーティシュは報道陣に向けてメッセージを公表し、「タイガーによってハク将軍が殺害され、イラニ首相も危険にさらされている」と発言する。アーティシュとジャーヴェード大尉はタイガーたちを拘束するが、ハサンの自爆攻撃にとって取り逃がしてしまい、タイガーたちに逆襲される。その中でタイガーは、ジャーヴェード大尉とシャヒーンの関係や裏切り行為を察知し、逆に利用していたことをアーティシュに明かす。ゾヤはジャーヴェード大尉を殺してカランとアブラール少佐の仇を討ち、地下壕に逃げ込んだアーティシュは格闘の末にタイガーに殺される。解放されたイラニ首相は声明を発表してアーティシュとハク将軍の陰謀を暴露し、タイガーたちの無実を証明する。
ポストクレジットシーンでは、RAWのスニール・ルトラ大佐が日本に潜入中のカビール・ダリワル少佐に新たな任務を告げるシーンが描かれている。

## キャスト
※括弧内は日本語吹替
- アヴィナーシュ・シン・ラートール（タイガー） - サルマーン・カーン（モアイ岩下）
- ゾヤ - カトリーナ・カイフ（アナンド雪）
  - 幼少期のゾヤ - グルケット・カウル
- アーティシュ・ラフマーン - イムラーン・ハーシュミー（英語版）（松岡正法）
- マイティリ・メナンRAW局長 - レーヴァティ（篠永百合）
- ナスリーン・イラニ首相 - シムラン（英語版）（竹内麻沙美）
- シャヒーン・ベーグ - リディ・ドーグラー（英語版）
- ハサン・アリー - ヴィシャール・ジェートワー（英語版）
- ラケシュ・プラサード・チャウラシア - クムド・ミシュラー（英語版）
- ゴーピー・アールヤ - ランヴィール・ショウリー（英語版）（大宮健司）
- レハーン・ナザル - アーミル・バーシル（英語版）
- アブラール少佐 - ガヴィ・チャハル（英語版）
- カラン・ラーオ - アナント・ヴィダート・シャルマ
- ジャーヴェード・ベーグ大尉 - ダニーシュ・バット
- ジュニア - サルタージ・カッカル
- ニキル - チャンドラチュール・ラーイ
- イムティアズ・ハク将軍 - シャーヒド・ラティーフ
- ホフマン医師 - エドワード・ソネンブリック
- ジブラン - ニーラジ・プロヒット
- リヤーズISI長官（英語版） - ダニーシュ・フセイン（英語版）
- ジーモウ将軍 - ミシェル・リー（英語版）[8]
- インド首相 - アニーシュ・クルヴィッラ（英語版）
- インド国防大臣（英語版） - デンジル・スミス（英語版）
- リビエロ将軍 - ビマル・オベロイ
- ラミズ首相秘書官（英語版） - サンディープ・クルカルニー（英語版）
- シャキール - ヴァリンダル・シン・グーマン（英語版）[9]

カメオ出演
- パターン - シャー・ルク・カーン[10]
- カビール・ダリワル少佐 - リティク・ローシャン[11]
- スニール・ルトラ大佐 - アーシュトーシュ・ラーナー（英語版）[12]

## 製作

### 企画
2020年に入り、『タイガー 甦る伝説のスパイ』の続編企画が進行中であることが報じられ、同年末にはマニーシュ・シャルマーが監督を務めることが発表された。2022年3月4日に第3作の企画が正式に発表された。キャスティング監督はシャヌー・シャルマーが務め、サルマーン・カーンとカトリーナ・カイフが続投するほか、2021年2月にはイムラーン・ハーシュミーの出演が決まった。また、『タイガー 伝説のスパイ』に出演したランヴィール・ショウリーの復帰が発表され、同年10月にヴィシャール・ジェートワー、11月にはレーヴァティとリディ・ドーグラーの出演が発表された。また、シャー・ルク・カーンが『PATHAAN/パターン』のパターン役、リティク・ローシャンが『WAR ウォー!!』のカビール・ダリワル役でカメオ出演している。
2021年3月の第3週からデリーとムンバイで主要撮影が始まり、これに先立つ2月26日にはムンバイのYRFスタジオでプージャが執り行われた。撮影はトルコ（カッパドキア・アンタルヤ・イスタンブール）でも行われたほか、カーチェイスのシーンはサンクトペテルブルクで同年8月に撮影された。翌9月にオーストリア（ウィーン・ザルツブルク・アルトアウスゼー）で追加撮影が行われ、2022年2月までにニューデリーで撮影が再開され、2023年4月にはムンバイでアクションシーンが撮影された。シャー・ルク・カーンの出演シーンの撮影は10日間の日程でマド島で行われ、リティク・ローシャンの出演シーンは『WAR ウォー!!』の続編を手掛けるアヤーン・ムカルジーが担当している。2023年5月に撮影が終了した。

### 音楽
サウンドトラックの作曲はプリータムが手掛け、イルシャード・カミルとアミターブ・バッタチャーリヤが作詞を手掛けている。また、映画音楽の作曲はタヌージ・ティクーが手掛けている。2023年10月23日にファーストシングル「Leke Prabhu Ka Naam」がリリースされ、11月6日にはセカンドシングル「Ruaan」がリリースされた。
| #         | タイトル                  | 作詞                         | 作曲・編曲 | 歌手                                 | 時間 |
| --------- | ------------------------- | ---------------------------- | ---------- | ------------------------------------ | ---- |
| 1.        | 「Leke Prabhu Ka Naam」   | アミターブ・バッタチャーリヤ |            | アリジット・シン、ニキタ・ガンディー | 3:35 |
| 2.        | 「Ruaan」                 | イルシャード・カミル         |            | アリジット・シン                     | 4:17 |
| 3.        | 「Tiger 3 Theme」         | -                            |            | Instrumental                         | 3:42 |
| 4.        | 「Tiger x Zoya Theme」    | -                            |            | アビシェーク・ナーイルワール         | 2:52 |
| 5.        | 「Aatish’s Theme」        | -                            |            | Instrumental                         | 2:27 |
| 6.        | 「Tiger x Pathaan Theme」 | -                            |            | Instrumental                         | 4:16 |
| 合計時間: | 合計時間:                 | 合計時間:                    | 合計時間:  | 21:09                                |      |

| #         | タイトル                  | 作詞      | 作曲・編曲 | 歌手         | 時間 |
| --------- | ------------------------- | --------- | ---------- | ------------ | ---- |
| 7.        | 「Tiger 3 x War 2 Theme」 | –         |            | Instrumental | 2:23 |
| 合計時間: | 合計時間:                 | 合計時間: | 合計時間:  | 23:32        |      |

## 公開
2023年9月27日に「Tiger Ka Message」のタイトルで予告編が公開され、10月16日にはオフィシャルトレーラーが公開された。当初はイード・アル＝フィトルに合わせて2023年4月21日の公開を予定していたが、最終的にディーワーリーに合わせて11月12日に8900スクリーンで3言語版（ヒンディー語版・タミル語版・テルグ語版）が公開された。しかし、イスラム国家を悪役として描写していることからオマーン・クウェート・カタールでは上映が禁止された。
2024年1月7日からAmazon Prime Videoで配信が始まり、3月16日・17日にはスター・ゴールド・ネットワークでテレビ放送された。

## 評価

### 興行収入
北米では公開初日の興行収入が9億4000万ルピー（木曜日の試写会の収益7760万ルピー含む）となっており、ディーワーリーの時期に公開されたヒンディー語映画の北米興行記録を塗り替えた。また、インド国内ではヒンディー語版の公開初日の興行収入が4億3000万ルピー、タミル語版・テルグ語版の興行収入が1億5000万ルピーを記録しており、サルマーン・カーンとカトリーナ・カイフにとってキャリアの中で歴代最高額の公開初日興行成績となった。最終的な興行収入は46億6630万ルピーを記録している。

### 批評

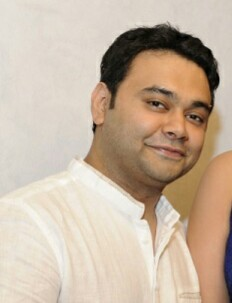
マニーシュ・シャルマー

『タイガー 裏切りのスパイ』は混合的な評価となっており、アクションシーン・音楽・技術面・キャストの演技（サルマーン・カーン、カトリーナ・カイフ、イムラーン・ハーシュミー）については高く評価されているが、脚本や物語のペースについては酷評されている。また、Rotten Tomatoesでは22件の批評が寄せられ支持率55%、平均評価6/10となっている。
『ボリウッド・ハンガマ』のタラン・アダルシュは4/5の星を与えて物語後半の脚本やサルマーン・カーン、カトリーナ・カイフ、イムラーン・ハーシュミーの演技とシャー・ルク・カーンの登場シーンを絶賛し、「『タイガー 裏切りのスパイ』はディーワーリー期間中で最も期待できる花火だ」とコメントしており、『ピンクヴィッラ』のヒメーシュ・マンカドは3.5/5の星を与えて「『タイガー 裏切りのスパイ』はサルマーン・カーン、カトリーナ・カイフ、イムラーン・ハーシュミーの力強い演技に裏打ちされた大迫力のアクションシーンが満載だ。ところどころテンポの悪さに不満があるものの、核となるプロットには感情的な結びつきが充分に満たされており、私たちをスクリーンに釘付けにしてくれる。この映画はアクション満載のエンターテインメント作品であり、サルマーン・カーンにとって歴代最高額の興行収入を記録するための要素がすべて詰まっている」と批評している。また、ニュース18インディアのソーニル・デディアも3.5/5の星を与えて「『タイガー 裏切りのスパイ』には、サルマーン・カーンとカトリーナ・カイフが活躍する素晴らしいアクションシーンが存在する。イムラーン・ハーシュミーは悪役を完璧に演じ切っており、カメオ出演（誰もが知るあの人）など甘美な瞬間が山ほどある。サルマーン・カーンのファンは、このディーワーリーの期間中歓喜の心に包まれることだろう」と批評し、『ファーストポスト』のヴィナンラ・マトゥールは3.5/5の星を与えて「サルマーン・カーンとカトリーナ・カイフは、『タイガー 裏切りのスパイ』のアクションに全力で挑んでいる。映画はスタイリッシュで巧妙な作りだが、上映時間が少々長過ぎるようだ。もっとスリルと緊張感があり、会話劇が少なければね」と批評している。
『ザ・タイムズ・オブ・インディア』のローナク・コテチャは3/5の星を与えて「『タイガー 裏切りのスパイ』はフランチャイズに加わる資格を有した、大衆娯楽のために充分な弾薬を詰め込まれた良作だ」と批評し、『インディア・トゥデイ』のズィニア・バンディオパディヤイも3/5の星を与えて「満員状態のスパイ・ユニバースの中で、『タイガー 裏切りのスパイ』はなんとか持ちこたえている。サルマーン・カーンのファンも失望することはないだろうが、それよりも一刻も早くカトリーナ・カイフのゾヤ・シリーズを作るべきだ!」と批評している。一方、ニューデリー・テレビジョンのサイバル・チャテルジーは2.5/5の星を与えて「技術面での華やかさは、表面的なものだとしても、それに輝きを与えるスターが一人か二人いなければ無に帰してしまっただろう」と批評し、『インディアン・エクスプレス』のシューブラ・グプタも2.5/5の星を与えて「サルマーン・カーンは年齢相応の外見をしているが、それを隠そうとしていない点には好感が持てる。そしてもちろん、この映画一番の見せ場はシャー・ルク・カーン演じるパターンが、セクシーなマンバンヘアー姿で気の利いたジョークを飛ばしながら地平線から飛び込んでくるところだ」と批評している。また、Rediff.comのスカンニャー・ヴァルマーは2.5/5の星を与えて「『タイガー 裏切りのスパイ』は演出もドラマ性もないまま、極端と極端の間を走り回っている。アンクル・チョードリーの刺激のない台詞は、このジャンルにおけるマニーシュ・シャルマーの経験不足と同様に、その失敗を際立たせている」と批評している。
『ヒンドゥスタン・タイムズ』のモーニカ・ラーワル・ククレージャは「『タイガー 裏切りのスパイ』は厚みがあってマサラ的でもあり必見の価値があるが、これは映画が傑作だからという理由ではなく、二大スーパースターがスクリーンを共有するのは滅多にお目にかかれない出来事だからだ。マニーシュ・シャルマーは監督としてあらゆる要素を取り入れ、好奇心をかきた立てるような作品に仕上げている。そのストーリーは非常に複雑に入り組んでおり、数分おきに新たな展開が待っているが、問題は物語のペースである」と批評し、『ザ・クイント』のプラティクシャー・ミシュラーは「『タイガー 裏切りのスパイ』は純粋なアクションに依存する必要性のない映画の一つであり、タイガーとゾヤのラブストーリーはタイガー・フランチャイズにとって最大の魅力である。その代わりに『タイガー 裏切りのスパイ』は救世主コンプレックスと解説の調和にフォーカスを当てている。映画は新顔の登場と古くからの顔馴染みが復活したにもかかわらず、ストーリーを成立させるために必要なスリルとフツパーが欠けている」と批評している。

### 受賞・ノミネート
| 映画賞                           | 授賞式        | 部門         | 対象                                                               | 結果       | 出典   |
| -------------------------------- | ------------- | ------------ | ------------------------------------------------------------------ | ---------- | ------ |
| 第69回フィルムフェア賞           | 2024年1月29日 | 助演男優賞   | イムラーン・ハーシュミー                                           | ノミネート | [ 69 ] |
| 第69回フィルムフェア賞           | 2024年1月29日 | アクション賞 | - フランツ・スピルハウス - オー・シー・ヨン - スニール・ロドリゲス | ノミネート | [ 69 ] |
| 第24回国際インド映画アカデミー賞 | 2024年9月28日 | 悪役賞       | イムラーン・ハーシュミー                                           | ノミネート | [ 70 ] |